# Пачкаев, Вячеслав Павлович
Вячеслав Павлович Пачкаев ( 1945, Ленинград - 20.06.2021, Москва) — российский тромбонист, артист симфонического оркестра театра оперы и балета им. Кирова, оркестра Большого театра и Российского национального оркестра, преподаватель музыкальной школы имени Гнесиных, заслуженный артист Российской Федерации.

## Биография
Вячеслав Пачкаев начал заниматься на тромбоне под руководством Георгия Страутмана. Дальнейшее музыкальное образование он получил в Ленинградской консерватории у профессора Акима Козлова. В 1975 году он начал играть в оркестре театра оперы и балета им. Кирова, затем перешёл в московский Большой театр. Пачкаев выступал также в составе квартета тромбонов Большого театра. В составе этого ансамбля он концертировал в Москве, гастролировал в других городах России и записал компакт-диск «Russian Brass». В 1990 году Вячеслав Пачкаев стал бас-тромбонистом появившегося по инициативе Михаила Плетнёва Российского национального оркестра.
Вячеслав Пачкаев преподаёт в московской музыкальной школе имени Гнесиных. Среди его учеников солист Российского национального оркестра Иван Ирхин. Пачкаев — автор переложений концертов Вивальди, Рейхе и Заксе для бас-тромбона, а также концерта № 15 Бортнянского для квартета тромбонов. Вячеславу Пачкаеву было присвоено почётное звание заслуженный артист Российской Федерации.
Сын Вячеслава Пачкаева — солист Государственной академической симфонической капеллы России бас-тромбонист Константин Пачкаев (р. 1976).
Дочь Вячеслава Пачкаева - учитель начальных классов в школе №465 г. Москвы Анна Скворцова (р. 1969) .